# Ernst Ritscher

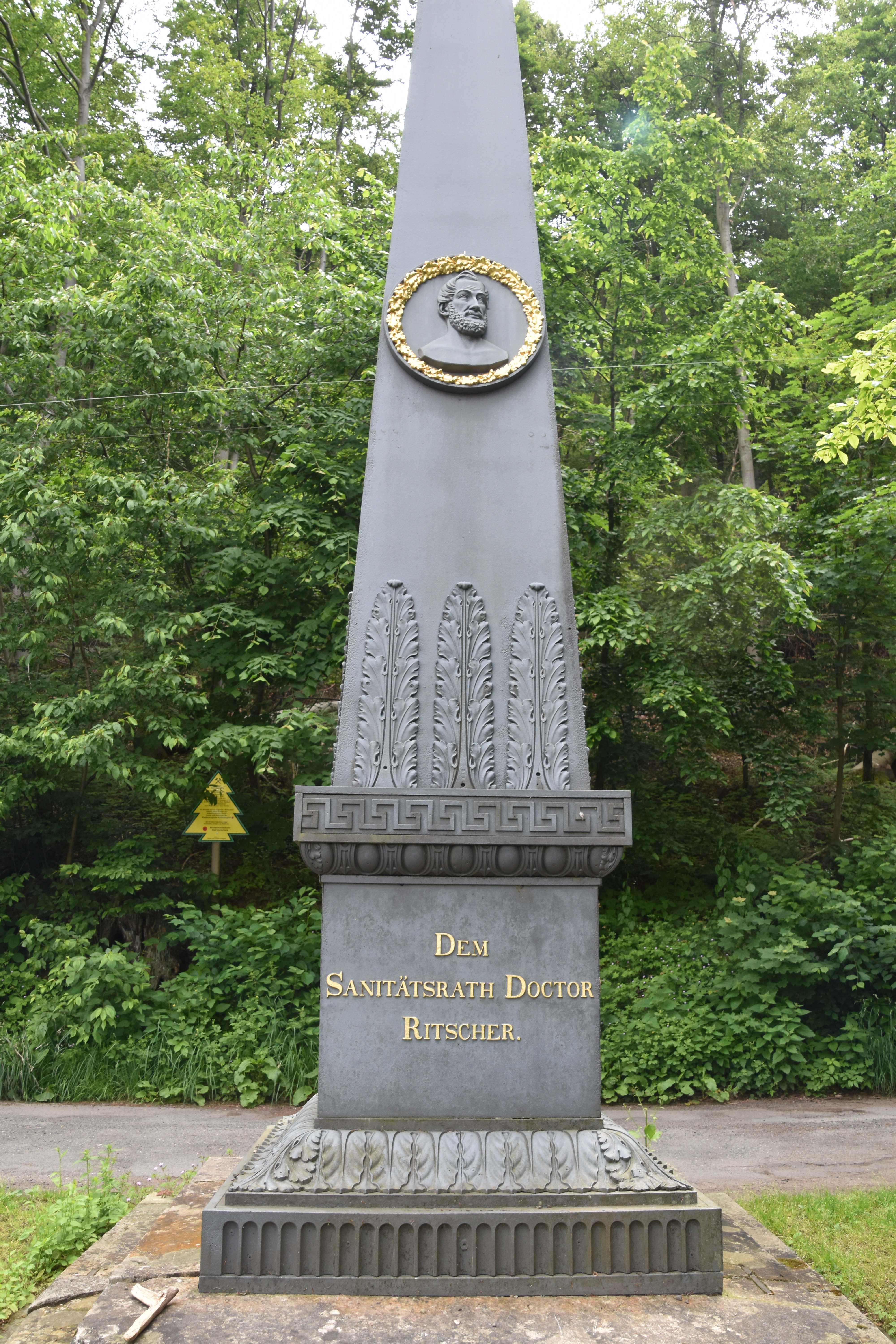
Ritscher-Denkmal in Bad Lauterberg

Ernst Heinrich Benjamin Ritscher (* 19. März 1803 in Gifhorn; † 4. September 1859) war ein deutscher Arzt.

## Leben
Ritscher wurde 1803 in Gifhorn geboren. Ab 1826 arbeitete Ritscher als Arzt in Bad Lauterberg im Harz. Im Jahr 1839 eröffnete er dort ein Kaltwasserheilbad.  Nach seinem Tod im Jahr 1859 führten seine Söhne Dietrich (1835–1881) und später Hermann (1848–1896) sein Werk unter Anpassung an neuere medizinische Kenntnisse weiter.

## Ehrungen
- Das Ritscher-Denkmal am Scholben wurde ihm zu Ehren errichtet.[3]
- Die Ritscherstraße in Bad Lauterberg befindet sich zwischen der Schulstraße und der Oderpromenade (Lage).
- Im Heimatmuseum in Bad Lauterberg wurde ein Ritscher-Zimmer eingerichtet.[4]